# Bloque Nacional-Popular Galego
El Bloque Nacional-Popular Galego (BNPG o BN-PG) (en idioma español Bloque Nacional-Popular Gallego) fue una candidatura electoral española de ámbito gallego. Tenía un objetivo soberanista para Galicia como alternativa al autonomismo. Estaba formada por la Unión do Povo Galego (UPG) y la Asemblea Nacional-Popular Galega (ANPG).
La candidatura estuvo impulsada por la UPG y se creó como agrupación de electores para presentarse a las elecciones generales de 1977, ya que tanto la UPG como la ANPG no eran aún legales. En dichas elecciones obtuvo 22 771 votos, el 2,02 % de los votos gallegos. La candidatura, ya como coalición, repitió en las elecciones generales de 1979, en las que obtuvo 60 889 votos y el 5,95 % de los votos gallegos. En ninguna de las dos elecciones obtuvo representación parlamentaria. En las elecciones municipales de 1979 alcanzó su techo electoral, obteniendo el 7,1 % de los votos gallegos y representación en cinco de los principales ayuntamientos de Galicia, con un total de 253 concejales.
Pidió el «no» tanto para la Constitución Española de 1978 como para el Estatuto de Autonomía de Galicia.
En las elecciones al Parlamento de Galicia de 1981 se presentó en coalición con el Partido Socialista Galego (PSG). La coalición obtuvo 61 870 votos (6,15 %), que se tradujeron en sendos escaños en La Coruña, Lugo y Pontevedra. Dos correspondieron al BNPG (los dos para UPG, entre ellos su líder, Bautista Álvarez) y el restante para el PSG. Fueron expulsados del Parlamento porque su conciencia soberanista les impedía jurar lealtad a la Constitución.
En 1982 se transformó en el Bloque Nacionalista Galego.

## Resultados electorales
| Elecciones generales de 1977                  |                  | 22.771 | 0,12   | 0   |
| Elecciones generales de 1979                  |                  | 60.889 | 0,34   | 0   |
| Elecciones municipales de 1979                |                  | 78.216 | 0,48 a | 258 |
| Elecciones al Parlamento de Galicia de 1981 b | Bautista Álvarez | 61.870 | 6,27   | 3 c |
| Elecciones generales de 1982                  |                  | 38.437 | 0,18   | 0   |

a 7,32% en Galicia.

b En coalición con el Partido Socialista Galego (PSG).

c De ellos, 2 de UPG y 1 del PSG.